# Залатада

Залатада́ (Вайли ZL-) — дакчха одной из двухсот тибетских графических инициалей (за — коренная буква, латаг — подписная ла, произношение — да). Одна из пяти инициалей с буквой за , одна из семи инициалей с латагом и одна из 13 имеющих произношение «да». Эта инициаль не сочетается с огласовками гигу и дрэнбу. В тибетском словаре залатада располагается в разделе буква «за», между инициалями за и гаозаза.

## Слова на залатада
- Да — месяц (по-бирмански ла);
- дава — (1) луна, (2) понедельник, (3) мужское имя;
- да-гам — полумесяц;
- датхо — календарь;
- до — звать;
- дё — обаяние, очарование.  (залатада́ данародо́ досадё).

### Тибетский календарь

Словарная статья

- Дадангпо — январь (букв. «месяц первый»);
- данипа — февраль (букв. «месяц второй»);
- дасумпа — март;
- дашипа — апрель;
- да-нгапа — май;
- дадрукпа — июнь;
- дадунпа — июль;
- дагьепа — август;
- дагупа — сентябрь;
- дачупа — октябрь;
- дачучикпа — ноябрь;
- дачунипа — декабрь.